# Springlag
Springlag er en lagdeling af en vandsøjle i to eller flere lag, med individuelle fysiske og kemiske karakteristika f.eks. betinget af temperaturændringer. Lagdelingen vil typisk forekomme i søer og indelukkede havområder. Den øvre vandmasse vil altid have en lavere massefylde end det nederste, og strømretningerne for de to lag kan være forskellige. Indholdet af bl.a. næringssalte kan også være forskelligt, da udvekslingen af vand mellem de to lag er nedsat pga. lagdelingen.
Springlaget opstår som følge af forskelle i to forskellige parametre, nemlig saliniteten og temperaturen. Er det temperaturen, der forårsager springlagsdannelsen, betegnes det en termoklin. Er saliniteten den betydende faktor, betegnes det en haloklin. Er både termoklinen og haloklinen i samme dybde, bliver springlaget særlig stærkt og betegnes da pyknoklinen og henviser til en forskel i densitet.
I de indre danske farvande (se limnologi) dannes springlaget ofte i forårsmånederne, når vinden generelt aftager. Jo kraftigere temperatur- og salinitetsgradienten er, jo mere energi kræves der, for at springlaget nedbrydes. Dette sker normalt først hen på efteråret, når de kraftige storme begynder.
Springlag har betydning for økologien i havområder. I efteråret skal der f.eks. nedbrydes store mængder fytoplankton i vandet. Denne proces foregår ved bunden og kræver store mængder ilt. Hvis springlaget er stabilt, vil ilt kun vanskeligt kunne gennemtrænge det, og der vil være mulighed for, at iltsvind vil kunne opstå. Iltsvindet vil først forsvinde, når efterårsstormene sætter ind og nedbryder springlaget.

## Bølger
Der kan formidles bølger via springlag i væsker - f.eks. i ferskvand (søer), brakvand og saltvand (havvand). Nogle springlagbølger i verdenshavet er målt til 170 meters højde, men kun med en vandret hastighed på nogle få centimeter per sekund.